# Brendan Comiskey
Brendan Comiskey (13. srpna 1935 Clontibret, Irsko – 28. dubna 2025) byl biskup diecéze Ferns v Irsku. Odstoupil 1. dubna 2002, protože byl obviňován, že věděl o pohlavním zneužívání nezletilých, jehož se dopouštěli jemu podřízení kněží (mimo jiné Jim Grennan a Seán Fortune), a nezakročil proti němu. Spekulovalo se také o jeho problémech s alkoholismem a o nepořádcích ve financích diecéze.